# Vichitravirya
Vichitravirya (Sanskrit विचित्रवीर्य, vicitravīrya m.) war ein König im alten Indien. Im Mahabharata ist er der Sohn von König Shantanu und Satyavati.

## Sein Leben im Mahabharata
Vichitravirya hatte einen älteren Bruder namens Chitrangada, den sein Halbbruder Bhishma nach Shantanus Tod als Thronfolger einsetzte. Er war ein mächtiger Krieger, der viele Feinde bezwang, wurde aber im Verlaufe einer langen Schlacht vom König der Gandharvas besiegt und getötet. Daraufhin ernannte Bhishma Vichitravirya, der noch im Kindesalter war, zu seinem Nachfolger.
Als er erwachsen war, verheiratete Bhishma ihn mit Ambika und Ambalika, zwei schönen Töchtern des Königs von Benares. Nach sieben Jahren glücklicher Ehe erkrankte er jedoch unheilbar an Auszehrung und starb kinderlos in jungem Alter. Da auch sein Bruder kinderlos geblieben war, bat Satyavati im Einklang mit einer damaligen Sitte, der Leviratsehe, ihren Sohn Vyasa, an Stelle Vichitraviryas Kinder mit seinen beiden Frauen zu zeugen, und so wurden Dhritarashtra und Pandu geboren. Zudem ging aus seiner Vereinigung mit einer Dienstmagd der weise Vidura hervor, eine Inkarnation des Gottes des Rechts.